# Anthaxia kneuckeri
Anthaxia kneuckeri es una especie de escarabajo del género Anthaxia, familia Buprestidae. Fue descrita científicamente por Obenberger en 1920.